# برج هيرست
برج هيرست (بالإنجليزية: Hearst Tower)‏ برج إداري يقع بمدينة نيويورك, في شارع نيويورك الواقع 300 غرب شارع سبعة وخمسين, بالقرب من كولومبوس سيركل في وسط مانهاتن.
حاز برج هيرست في مدينة نيويورك الأميركية على جائزة هاي رايز المعمارية لعام 2008 وفاز مصممه البريطاني نورمان فوستر بقيمة الجائزة وقدرها 50 ألف يورو والتي تمنحها بلدية مدينة فرانكفورت الألمانية ونقابة المهندسين الألمان وبنك ديكا كل عامين لأفضل تصميم معماري.

## فكرة المشروع
فكرة الاستدامة والبحث عن المخارج الابداعيه لجعل البيئة من حولنا أكثر نظافه هي المحور الأساسي للفكرة التصميميه التي اعتمد عليها المصمم عند إخراجه لهذا العمل

## الشكل المعماري للمشروع
يظهر التركيب المعين المرتبط بالنظام الإنشائي الذي يوظف الاطراف الفولاذيه المثلثه وذلك لتظهر البرج بتشكيله الاستطالي الذي يعطي المبنى الهوية البصرية المميزة من الخارج.
وهذا المشروع يعبر عن توجه فوستر التقني الذي يحاول أن يقدم إضافة ذكية تعبر عن التوجه المعاصر في تصميم الابراج ألمكتبية التي صارت
حساسه جدا للبيئة.
حاول المصمم في هذا المبنى ان يربط بين الماضي والحاضر عن طريق قاعدته التاريخية التي تضم ألقاعه ألحصرية وتربط المبنى بالخارج بقوة
أيضأ نلاحظ الانفصال الذي احدثه المصمم في هذا المبنى وهي فصل القاعدة عن البرج وذلك بتكوين زجاجي يجعل من البرج المكتبي وكأنه يسبح فوق المبنى التاريخي
نلاحظ في التصميم استخدام المواد المعاصرة التي تتجه إلى المستقبل وتعلوا القاعدة ألقوية ذات الطابع التاريخي

## النظام الإنشائي

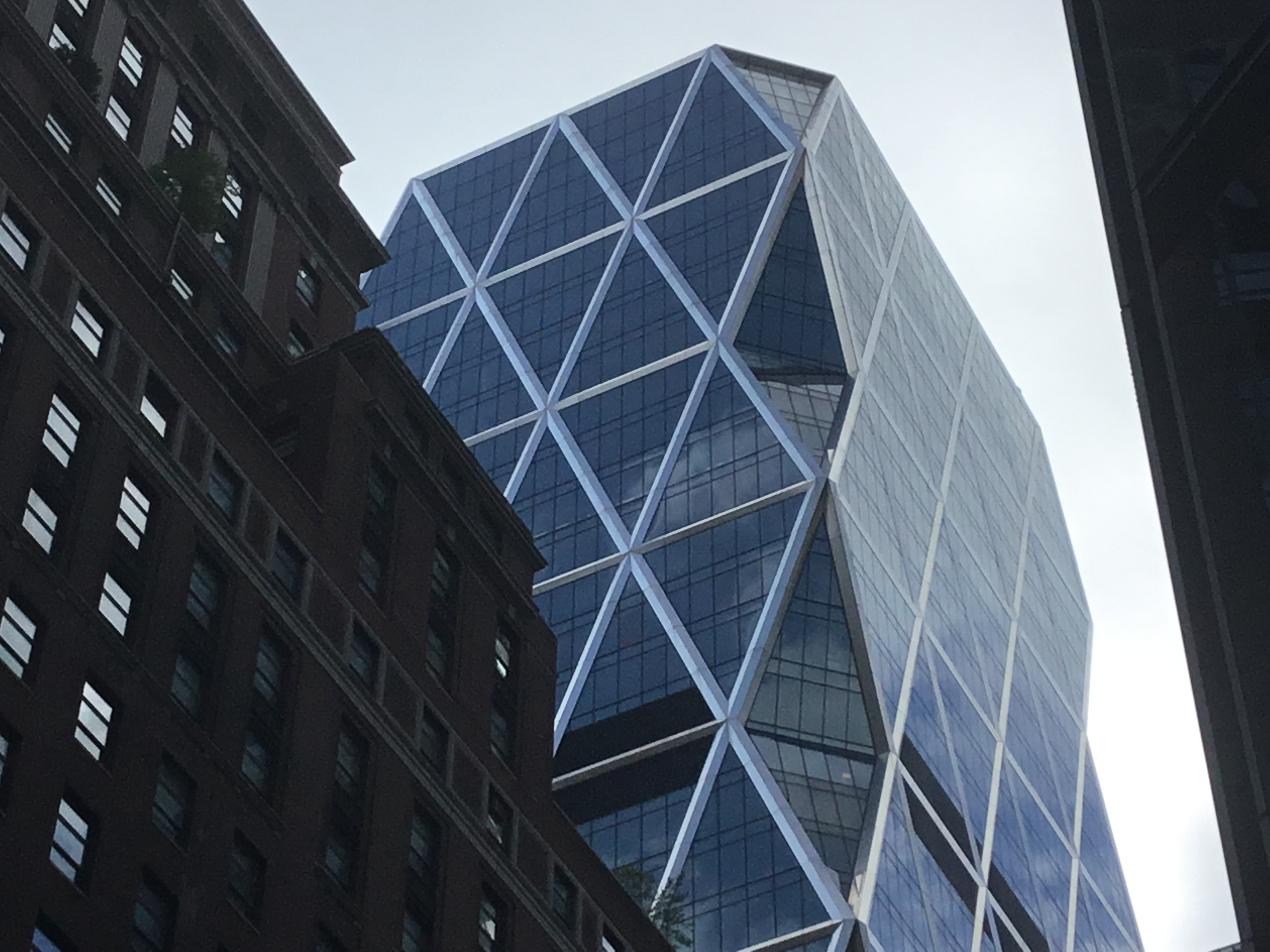
برج هيرسيت في مانهاتن.

يتكون هذا البرج المكتبي من 46 طابقا يمثل أضافه أساسيه لخط السماء في مدينة نيويورك المكتظة بالأبراج.
يعتمد هذا المبنى في نظامه الإنشائي على استخدام الفولاذ بنسبه اقل 20% من الحالات العادية علما بأن 80% منه معاد تدويرة ومع ذلك يتحدث الكثير على ان كفاءة المنى أعلى من المباني الأخرى
أيضا ساعد المصمم الفكرة التي تبناها في تصميم هذا البرج وهي القاعة التاريخية التي تنفصل عن البرج في تقويه وتثبيت البرج من الناحية الانشائيه جعلت المبنى أكثر متانه.
أيضا توفر مادة الزجاج ساعدت المصمم من الناحية الانشائيه في سهوله عمل الكسرات على الزوايا الاربع للمبنى ونلاحظ أيضا في التصميم التكوين المعين المرتبط بالنظام الإنشائي الذي يوظف الاطر الفولاذيه المثلثه ليظهر البرج بتشكيله الاستطالي
توضح هذه الصورة كيفيه تثبيت الزجاج في الواجهات للمبنى على الهيكل المعدني المكون منه هذا البرج. وتبين هذه الصورة من الداخل كيف استطاع المصمم ايجاد الفضاء الداخلي لقاعدة هذا البرج مستخدما مادة الفولاذ المدور ولم يستخدم الأعمدة الخرسانيه.
تأثير التكنولوجيا الحديثة التي ساعدت المصمم لهذا العمل
المواد التي استخدمها المصمم في عمل هذا البرج وهي الفولاذ والزجاج جعلته يعمل مكاتب تستهلك طاقة اقل من المباني المكتبيه في مدينة نيويورك وذلك من خلال اعتمادة على التهوية الطبيعية لما يقارب 75% من السنة. كما ان المبنى يجمع مياة الأمطار لاستخدامها لتبريد البهو في الصيف وترطيبه في الشتاء.